# 吉田篤志
吉田 篤志（よしだ あつし、1999年4月7日 - ）は、山形県山形市出身のサッカー選手。ポジションはフォワード (FW)。Jリーグ・栃木シティFC所属。

## 経歴
2017年5月、山形商業高校時代にモンテディオ山形の練習に参加していわきFCとのトレーニングマッチに出場していたところ、当時いわきFCの監督していた田村雄三の目に留まり、その後いわきFCの練習に参加した結果、2018年に当時東北社会人サッカーリーグ2部南に所属していたいわきFCに加入した。
いわきFCでは2年連続で2桁得点をして、いわきを上位リーグへ導いた。
2020年、当時関東サッカーリーグ1部だった栃木シティFCに完全移籍。
2023年、ヴィアティン三重に移籍。この年に三重を退団。
2024年、栃木シティFCに2年ぶりに復帰。この年に12得点をあげてJFLベストイレブンとMVPを獲得して栃木シティのJ3加盟に大きく貢献した。
2025年2月15日、J3リーグ開幕戦のSC相模原戦でJリーグ初出場。栃木シティのJリーグ初得点と勝ち越し点を決めてJリーグでの初勝利に貢献した。

## 所属クラブ
- SFCジェラーレ[1]
- 山形FCジュニアユース（山形市立第三中学校）[1][11]
- 山形商業高校[1]
- 2018年 - 2019年  いわきFC
- 2020年 - 2022年  栃木シティFC
- 2023年  ヴィアティン三重
- 2024年 -  栃木シティFC

## 個人成績
| 国内大会個人成績 | 国内大会個人成績 | 国内大会個人成績 | 国内大会個人成績 | 国内大会個人成績 | 国内大会個人成績 | 国内大会個人成績 | 国内大会個人成績 | 国内大会個人成績 | 国内大会個人成績 | 国内大会個人成績 | 国内大会個人成績 |
| 年度             | クラブ           | 背番号           | リーグ           | リーグ戦         | リーグ戦         | リーグ杯         | リーグ杯         | オープン杯       | オープン杯       | 期間通算         | 期間通算         |
| 年度             | クラブ           | 背番号           | リーグ           | 出場             | 得点             | 出場             | 得点             | 出場             | 得点             | 出場             | 得点             |
| 日本             | 日本             | 日本             | 日本             | リーグ戦         | リーグ戦         | リーグ杯         | リーグ杯         | 天皇杯           | 天皇杯           | 期間通算         | 期間通算         |
| ---------------- | ---------------- | ---------------- | ---------------- | ---------------- | ---------------- | ---------------- | ---------------- | ---------------- | ---------------- | ---------------- | ---------------- |
| 2018             | いわき           | 18               | 東北2部南        | 15               | 14               | -                | -                | 0                | 0                | 15               | 14               |
| 2019             | いわき           | 30               | 東北1部          | 10               | 11               | -                | -                | 1                | 0                | 11               | 11               |
| 2020             | 栃木C            | 23               | 関東1部          | 9                | 6                | -                | -                | 1                | 1                | 10               | 7                |
| 2021             | 栃木C            | 13               | 関東1部          | 15               | 4                | -                | -                | 1                | 2                | 16               | 6                |
| 2022             | 栃木C            | 23               | 関東1部          | 11               | 5                | -                | -                | -                | -                | 11               | 5                |
| 2023             | 三重             | 28               | JFL              | 10               | 1                | -                | -                | 0                | 0                | 10               | 1                |
| 2024             | 栃木C            | 23               | JFL              | 25               | 12               | -                | -                | 1                | 0                | 26               | 12               |
| 2025             | 栃木C            | 23               | J3               |                  |                  |                  |                  |                  |                  |                  |                  |
| 通算             | 日本             | 日本             | J3               |                  |                  |                  |                  |                  |                  |                  |                  |
| 通算             | 日本             | 日本             | JFL              | 35               | 13               | -                | -                | 1                | 0                | 36               | 13               |
| 通算             | 日本             | 日本             | 関東1部          | 35               | 15               | -                | -                | 2                | 3                | 37               | 18               |
| 通算             | 日本             | 日本             | 東北1部          | 10               | 11               | -                | -                | 1                | 0                | 11               | 11               |
| 通算             | 日本             | 日本             | 東北2部南        | 15               | 14               | -                | -                | 0                | 0                | 15               | 14               |
| 総通算           | 総通算           | 総通算           | 総通算           | 95               | 53               | -                | -                | 4                | 3                | 99               | 56               |

その他公式戦
- 2018年
  - 第54回全国社会人サッカー選手権大会 4試合0得点
- 2019年
  - 全国地域サッカーチャンピオンズリーグ2019 1試合0得点
- 2020年
  - 全国地域サッカーチャンピオンズリーグ2020 6試合2得点
- 2022年
  - 第58回全国社会人サッカー選手権大会 3試合1得点
  - 全国地域サッカーチャンピオンズリーグ2022 6試合1得点

出場歴
- Jリーグ初出場・初得点 2025年2月15日 J3第1節 SC相模原戦（CITY FOOTBALL STATION）

## タイトル
チーム
- いわきFC
  - 東北社会人サッカーリーグ2部南（2018年）
  - 東北社会人サッカーリーグ1部（2019年）
  - 全国地域サッカーチャンピオンズリーグ（2019年）
- 栃木シティFC
  - JFL:1回（2024年）

個人
- JFLベストイレブン・MVP（2024年）